# Tommaso Solari (scultore, Napoli)

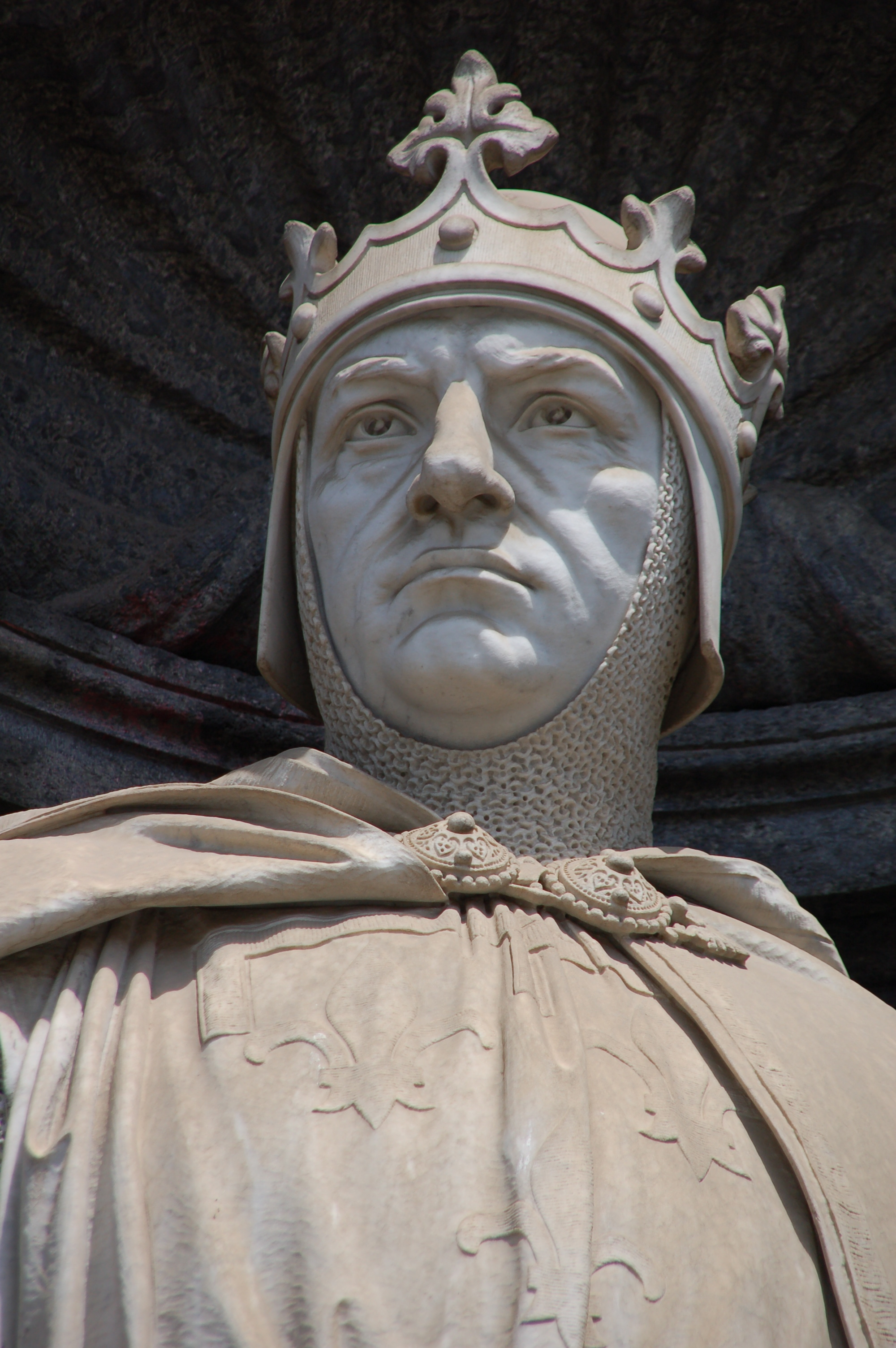
Carlo d'Angiò presso il Palazzo Reale di Napoli

Tommaso Solari (Napoli, 4 settembre 1820 – 1889 o 1897) è stato uno scultore italiano.

## Biografia
Nato da una famiglia di artisti, il nonno Tommaso e il padre Angelo, che inizialmente voleva il figlio architetto, erano entrambi scultori, studia per diventare scultore prima a Napoli e poi a Roma, dove partecipa a diverse esposizioni, conquistando anche dei premi, e alla scuola di nudo.
Partecipa successivamente ad altre esposizioni come a Firenze, dove vince la medaglia di merito, o alla Grande esposizione delle opere dell'industria di tutte le Nazioni di Londra del 1851, aggiudicandosi una medaglia commemorativa. Diventa scultore aggiunto all'Accademia di belle arti di Napoli e professore accademico presso l'Accademia nazionale di San Luca a Roma: tra i suoi studenti figurano Giuseppe Renda, Achille D'Orsi e Raffaele Belliazzi.
Molte delle sue opere si custodiscono a Napoli, dove venne anche nominato consigliere della commissione municipale per la conservazione dei monumenti: lavorò a sculture ad esempio per il Palazzo Reale e per il cimitero di Poggioreale.

## Opere
- Annunziata, duomo di Capua, Capua
- Baccante, Museo nazionale di Capodimonte, Napoli
- Busto di Camillo Benso[1], palazzo San Giacomo, Napoli
- Busto di Giuseppe Fiorelli, Museo nazionale di San Martino, Napoli
- Carlo d'Angiò, Palazzo Reale, Napoli
- Cristo, cappella Palatina, Napoli
- Vergine con corona di santi, chiesa di Santa Maria di Piedigrotta, Napoli
- Giovane Vergine presentata al tempio, duomo di Capua, Capua
- Martiri napoletani[2][3], piazza dei Martiri, Napoli
- Monumento a Carlo Poerio, piazza Carità, Napoli
- Monumento a Paolina Ranieri, basilica di Santa Chiara, Napoli
- Monumento a Vittorio Emanuele II[4][5], piazza del Municipio, Napoli
- San Tommaso, tempio di San Francesco, Gaeta
- Sant'Agostino, tempio di San Francesco, Gaeta
- Sant'Antonino[6], piazza Sant'Antonino, Sorrento
- Sant'Antonino, Episcopio di Sorrento